# Overton-venster
Het overton-venster (Engels: Overton window) ook wel het raam van Overton is het spectrum van gedachtegoed dat het grote publiek accepteert. Het concept is genoemd naar de bedenker ervan, Joseph P. Overton (1960–2003), de voormalige vicepresident van het Mackinac Center for Public Policy, die beschreef dat gedachtegoed voornamelijk wordt geaccepteerd wanneer het binnen zijn venster paste. Volgens Overton bevat het venster een reeks van gedachtegoed dat als politiek acceptabel wordt beschouwd binnen het geldende klimaat van de publieke opinie en dat een politicus kan aanbevelen zonder te extreem te lijken in diens streven om een politieke functie te winnen of behouden. Het overton-venster verschuift naarmate de publieke opinie verandert.

## Gradaties van gedachtegoed

Het Overton-venster

Overton beschreef een spectrum van 'meer vrij' tot 'minder vrij' met betrekking tot overheidsinterventie langs een verticale as om vergelijking met het politieke links-rechts-spectrum te voorkomen. Naarmate het spectrum beweegt of zich uitbreidt, kan een idee minder of meer politiek acceptabel worden. De Amerikaanse politiek commentator Joshua Treviño verdeelde de acceptatie van gedachtegoed ruwweg als volgt:
- Ondenkbaar
- Radicaal
- Acceptabel
- Verstandig
- Populair
- Beleid

Alle ideeën behalve die binnen de bovenste twee gradaties vallen passen binnen het overton-venster.